# Seyla Benhabib
Seyla Benhabib (Istanboel, 1950) is een Joods-Turks-Amerikaanse professor in de politieke wetenschappen en de filosofie aan Yale-universiteit. Ze leidt aan Yale het programma in ethiek, politiek en economie. Ze is in de periode van 2006/2007 president van de American Philosophical Association afdeling oost.
Naast Turks leerde ze al op jonge leeftijd Frans, Engels en Italiaans. Ze groeide op in een multiculturele omgeving. De Vietnamoorlog en de studentenopstand maakten zoveel indruk dat ze zeer geïnteresseerd werd in politiek. Deze interesse is sinds 1968 niet meer verdwenen, en is prominent terug te vinden in haar werk. In 1970 vertrok Benhabib naar de Verenigde Staten om filosofie te gaan studeren aan Brandeis University, Massachusetts. In 1977 haalde ze haar doctoraat aan Yale University.
Van 1993 tot 2000 was Benhabib professor aan Harvard. Op dit moment is ze werkzaam aan Yale University. Op 29 januari 2004 ontving ze een eredoctoraat in de Humanistiek van de Universiteit voor Humanistiek. Ze kreeg dit vanwege haar grote verdiensten op het gebied van de sociale theorie. 
Seyla Benhabib is een aanhanger van het kosmopolitisme, hierbij is ze in sterke mate geïnspireerd door Immanuel Kant. 
Op 15 januari 2024 werd in het Belgische Louvain-la-Neuve aan Seyla Benhabib de graad van doctor honoris causa verleend in een gemeenschappelijke viering van de KU Leuven en de UCLouvain. De gemeenschappelijke toekenning gebeurde in het kader van de nakende viering van de 600ste verjaardag van de Leuvense universiteit, gesticht in 1425. Ze werd gepromoveerd voor haar inzet voor de rechten van anderen en haar democratische theorie gebaseerd op een kosmopolitische maatschappijvisie en pluralisme en haar inzet voor een wereld met poreuze grenzen. 